# Mara Santangelová
Mara Santangelová (* 28. června 1981, v Latině, Itálie) je bývalá italská profesionální tenistka. Ve své kariéře vyhrála 1 turnaj WTA ve dvouhře a 9 turnajů ve čtyřhře. S italskou reprezentací vyhrála Fed Cup 2006. V roce 2007 vyhrála spolu s Alicií Molikovou na French Open a stala se první italskou držitelkou grandslamového titulu ve čtyřhře. Kvůli zdravotním komplikacím způsobeným Mortonovým neuromem ukončila v lednu 2011 profesionální kariéru. Vystudovala sportovní management na Università commerciale Luigi Bocconi a stala se funkcionářkou Italského národního olympijského výboru a Italské tenisové federace. Hlásí se k římskokatolickému vyznání, o své pouti do Međugorje napsala knihu Te lo prometto.

## Finálové účasti v turnajích Grand Slamu

### Vítězství (1)
| Rok  | Turnaj      | Partnerka       | Soupeřky ve finále                   | Výsledek  |
| 2007 | French Open | Alicia Moliková | Katarina Srebotniková Ai Sugijamaová | 7–65, 6–4 |

## Finálové účasti na turnajích WTA (14)

### Dvouhra - výhry (1)
| Č. | Datum         | Turnaj           | Povrch | Soupeřka ve finále          | Výsledek       |
| 1. | 19. únor 2006 | Bangalore, Indie | tvrdý  | Jelena Kostanićová Tošićová | 3-6, 7-65, 6-3 |

### Dvouhra - prohry (1)
| Č. | Datum         | Turnaj           | Povrch | Vítězka             | Výsledek |
| 1. | 18. únor 2007 | Bangalore, Indie | tvrdý  | Jaroslava Švedovová | 6-4, 6-4 |

### Čtyřhra - výhry (9)
| Legenda                     |
| Grand Slam (1)              |
| Kategorie Tier I (1)        |
| Kategorie Tier II (2)       |
| Kategorie Tier III (1)      |
| Kategorie Tier IV (1)       |
| Kategorie Premier (0)       |
| Kategorie International (3) |

| Č. | Datum           | Turnaj                | Povrch | Partnerka           | Soupeřky ve finále                                        | Výsledek        |
| 1. | 3. říjen 2004   | Hasselt, Belgie       | tvrdý  | Jennifer Russellová | Marta Marrerová Nuria Llagosteraová Vivesová              | 6-3, 7-5        |
| 2. | 11. únor 2007   | Pattaya City, Thajsko | tvrdý  | Nicole Prattová     | Čuang Ťia-žung Čan Jung-žan                               | 6-4, 7-64       |
| 3. | 8. duben 2007   | Amelia Island, USA    | antuka | K. Srebotniková     | Virginia Ruanová Pascualová Anabel Medinaová Garriguesová | 6-3, 7-64       |
| 4. | 20. květen 2007 | Řím, Itálie           | antuka | Nathalie Dechyová   | Roberta Vinciová Tathiana Garbinová                       | 6-4, 6-1        |
| 5. | 8. červen 2007  | French Open, Francie  | antuka | Alicia Moliková     | Katarina Srebotniková Ai Sugijamaová                      | 7-65, 6-4       |
| 6. | 25. srpen 2007  | New Haven, USA        | tvrdý  | Sania Mirzaová      | Liezel Huberová Cara Blacková                             | 6-1, 6-2        |
| 7. | 10. leden 2009  | Auckland, Nový Zéland | tvrdý  | Nathalie Dechyová   | Nuria Llagosteraová Vivesová Arantxa Parraová Santonjaová | 4-6, 7-6, 12-10 |
| 8. | 8. březen 2009  | Monterrey, Mexiko     | tvrdý  | Nathalie Dechyová   | Iveta Benešová Barbora Záhlavová-Strýcová                 | 6-3, 6-4        |
| 9. | 23. květen 2009 | Štrasburk, Francie    | antuka | Nathalie Dechyová   | Claire Feuersteinová Stéphanie Foretzová                  | 6-0, 6-1        |

### Čtyřhra - prohry (3)
| Legenda               |
| Kategorie Tier II (1) |
| Kategorie Tier IV (2) |

| Č. | Datum          | Turnaj              | Povrch | Partnerka         | Vítězky                                                   | Výsledek      |
| 1. | 17. říjen 2004 | Taškent, Uzbekistán | tvrdý  | Marion Bartoliová | Antonella Serraová Zanettiová Adriana Serraová Zanettiová | 1-6, 6-3, 6-4 |
| 2. | 14. srpen 2005 | Stockholm, Švédsko  | tvrdý  | Eva Birnerová     | Katarina Srebotniková Émilie Loitová                      | 6-4, 6-3      |
| 3. | 12. srpen 2007 | Los Angeles, USA    | tvrdý  | Alicia Moliková   | Rennae Stubbsová Květa Peschkeová                         | 6-0, 6-1      |

## Fed Cup
Mara Santangelová se zúčastnila 7 zápasů ve Fed Cupu za tým Itálie s bilancí 2-3 ve dvouhře a 2-1 ve čtyřhře.

## Postavení na žebříčku WTA na konci sezóny

### Dvouhra
| Rok    | 1998 | 1999   | 2000   | 2001   | 2002   | 2003   | 2004  | 2005  | 2006  | 2007  | 2008   | 2009   |
| Pořadí | 585. | ▲ 451. | ▲ 263. | ▼ 305. | ▲ 173. | ▲ 146. | ▲ 91. | ▲ 85. | ▲ 31. | ▼ 36. | ▼ 135. | ▼ 345. |

### Čtyřhra
| Rok    | 2001 | 2002 | 2003   | 2004  | 2005  | 2006  | 2007 | 2008   | 2009  |
| Pořadí | 281. | ▼x.  | ▲ 114. | ▲ 90. | ▲ 71. | ▲ 41. | ▲ 9. | ▼ 198. | ▲ 40. |